# Wrona brodata
Wrona brodata (Corvus moneduloides) – gatunek ptaka z rodziny krukowatych (Corvidae), endemiczny dla Nowej Kaledonii i Wysp Lojalności. Nie wyróżnia się podgatunków.
Wrony te są jednymi z niewielu zwierząt, spoza rzędu naczelnych, które wynajdują nowe narzędzia w oparciu o modyfikację już istniejących i przekazują swe odkrycie na inne osobniki stanowiące grupę kulturową. Widziano je też przy tworzeniu narzędzi z zupełnie różnych materiałów, których używają na wolności.

## Charakterystyka
Wrona brodata, nazywana w swej ojczyźnie „nowokaledońską”, jest ptakiem średniej wielkości o długości ciała 40–43 cm – rozmiarem porównywalna jest do wrony orientalnej, choć jest mniej wysmukła. Ma całkowicie czarne upierzenie o dużym fioletowym połysku piór, które w dobrym świetle mogą lśnić na ciemnoniebiesko lub zielono. Dziób, nogi i łapy są w całości czarne. Dziób ma średnie wymiary, ale swą wyjątkowość przejawia w końcówce, która w dolnej połowie jest zakrzywiona do góry, co nadaje mu dłutowaty kształt.
Zdolność do wyrabiania narzędzi zawsze kojarzona była jako cecha charakteryzująca jedynie rząd naczelnych i odróżniająca człowieka i jego najbliższych krewnych od innych, mniej inteligentnych stworzeń. Jednak ludzie i małpy człekokształtne nie są jedynymi gatunkami potrafiącymi tworzyć narzędzia. Wrona brodata zadziwiła społeczność naukową, gdy za pomocą miniaturowych kamer podczepionych pod ogony tych ptaków zarejestrowano, że potrafią one wytwarzać zaawansowane narzędzia. Widziano osobnika strugającego dziobem gałązki i liście, by zrobić dopasowane do wyłapywania larw narzędzie ułatwiające grzebanie w ziemi. Wrona brodata jako jedna z niewielu spoza rzędu naczelnych tworzy i używa nowe przyrządy.
Głos wrony opisuje się jako miękkie łaa-łaa lub łak-łak, a czasem ochrypłe łaaaał.

## Występowanie i biotop
Ptak jest endemiczny dla wyspy Nowa Kaledonia, został też introdukowany na sąsiednią wyspę Maré wchodzącą w skład Wysp Lojalności na Pacyfiku. Żyją w lasach pierwotnych.

## Ekologia i zachowanie
Dieta jest bardzo różnorodna, składa się na nią wiele typów owadów i innych bezkręgowców (niektóre chwytane są w locie z dużą zwinnością, wrona również łapie owady nocne, które latają o zmierzchu), jaja i pisklęta, węże (spuszcza je z dużej wysokości na twarde skały) i różne gatunki orzechów i nasion. Wiadomo, że używa materiał roślinny do tworzenia haków lub kolców do wyciągania larw z wnętrza polan i gałęzi. Wrona brodata zajmuje niszę ekologiczną typową dla dzięciołów, podobnie jak kłowacz kaktusowy na Galapagos (ani tam, ani na Nowej Kaledonii dzięcioły nie występują). W przeciwieństwie do kłowaczy kaktusowych nie dźgają jednak po prostu larw i nie wydobywają ich powoli z polan przy użyciu małych gałązek, ale dotykają gałązką larwy, aby ta się poruszyła i sama ugryzła gałązkę. Jak więc widać w poszukiwaniu pokarmu wykazuje się dużą pomysłowością.
Gnieździ się w wysoko wybudowanych gniazdach na drzewach, w których składa jedynie 2 jaja od września do listopada.

### Wyrabianie narzędzi
Wrona brodata jest jedynym nie-człekokształtnym gatunkiem, u którego zauważono wymyślanie nowych narzędzi poprzez modyfikowanie już istniejących, a następnie przekazywanie ulepszeń na inne osobniki znajdujące się w grupie kulturowej. Gavin R. Hunt wraz ze współpracownikami z Uniwersytetu w Auckland przeanalizowali narzędzia, które wrony robią z liści pochutnika (pandana):
Wrona przycina krawędzie liści i potem wyrywa czyste skrawki roślinne, którymi sonduje owady ukryte w szczelinach. Zaobserwowano trzy typy tworzonych narzędzi: wąskie skrawki, szerokie paski i skrawki wielokarbowane (z nacięciami), które są szerokie na jednym z końców, poprzez stosowanie własnej techniki wytwórczej zawierają stopniowane ścinki i rozdarcia, a wąskie na przeciwnej stronie paska roślinnego.
Po zbadaniu 5500 kopii tych liściastych narzędzi lub wzorów pozostawionych po czynności wycinania zasugerowano, że wąskie i wielokarbowane skrawki są bardziej złożonymi wersjami szerokiego typu paska roślinnego. Geograficzny rozkład każdego tego typu narzędzia na wyspie sugeruje ich unikalne pochodzenie (wynikające z różnic w wycinaniu liści przez konkretne osobniki), a nie z wielu niezależnych odkryć tych technik. Fakt ten daje do zrozumienia, że wynalazki, które przejawiają się w subtelnych zmianach w procesie wytwórczym są przekazywane przez jednego osobnika pozostałym.
Wrona brodata wyrabia również jednocześnie narzędzia z materiałów niespotykanych w środowisku naturalnym, co jest jedynym przypadkiem, nie licząc człowieka. W 2002 roku ornitolog Kacelnik wraz ze współbadaczami z Uniwersytetu w Oxfordzie obserwował parę wron nazwanych Betty i Abel:

Wytwarzanie przez Betty narzędzi ujawniło się przypadkowo w trakcie eksperymentu, w którym ona i Abel miały wybrać pomiędzy drutem zakrzywionym i prostym, aby użyć ich do wydobycia małych kawałków serca świni, które było ich ulubionym przysmakiem. Podczas gdy Abel oddalił się z zakrzywionym drutem, Betty wygięła prosty drut jak haczyk i użyła go do wydobycia małego pojemnika z pożywieniem z pionowej rury. Był to pierwszy raz, gdy wronom tym zaprezentowano drut (przedmiot stworzony przez człowieka).

Następnie zdolność tę testowano poprzez serię systematycznych eksperymentów. W 10 pomyślnie zakończonych próbach zdobycia pokarmu Betty wygięła drut 9 razy. Ablowi udało się wydobyć jedzenie raz, ale przy użyciu prostego drutu. Betty zaczynała zwykle podejmować próby wydobycia pokarmu przy użyciu prostego drutu, ale potem zakrzywiała go i manipulowała nim w różnych pozycjach, zwykle przez zaczepianie końca drutu od spodu i podniesienie podanej żywności.
To oczywiste, że działania Betty polegające na wykonaniu haczyka nie mogą być przypisane przypadkowemu zachowaniu w kształtowaniu przedmiotu lub wspieraniu się narzędziem. W 2004 roku Gavin Hunt zaobserwował wrony na wolności, które również wykonywały haki, ale nowym było wykorzystanie nowego materiału, jakim był drut i zdeterminowane dążenie do celu. Ten typ intencyjnego wytwarzania narzędzi, nawet jeśli jest ono uogólnione przez założenia wstępne eksperymentu w całkowicie nowej sytuacji, jest zupełnie nieznane u dzikich zwierząt. Szympansy wykazywały trudności w podołaniu podobnym innowacyjnym zadaniom.

### Wykorzystanie meta-narzędzi
Ostatnie eksperymenty pokazały, że wrona brodata potrafi wykorzystać jedno narzędzie, by nim zmienić kolejne, aby osiągnąć swój cel. Robi to na poziomie dorównującym najlepszym wyczynom naczelnych.
W eksperymencie przeprowadzonym przez zespół z Auckland pożywienie zostało umieszczone w pudełku poza zasięgiem wron. Udostępniony kij był zbyt krótki, aby dosięgnąć pokarm, ale ptaki mogły przy jego użyciu sięgnąć po dłuższy, odpowiedni do tego celu kijek umieszczony w innym pudle. Złożone zachowanie polegało na użyciu jednego narzędzia nie bezpośrednio do zdobycia pokarmu w innym pudełku. Wrona stłumiła swoje łaknienie skierowane bezpośrednio na pożywienie i użyła kijek do zdobycia bardziej właściwego do realizacji tego celu. Z tej strategii skorzystało 6 ptaków na 7 przy pierwszej próbie, podczas gdy wcześniej była ona spotykana tylko u naczelnych.
Wrony brodate posługują się też narzędziami, aby wybadać nieznane im, potencjalnie niebezpieczne obiekty.

## Status
IUCN uznaje wronę brodatą za gatunek najmniejszej troski (LC, Least Concern) nieprzerwanie od 1988 roku. Liczebność populacji nie została oszacowana, ale ptak ten opisywany jest jako pospolity, przynajmniej w części swego zasięgu. Trend liczebności populacji oceniany jest jako stabilny. Do głównych zagrożeń dla gatunku należą wylesianie i degradacja lasów.